# Bierverlag

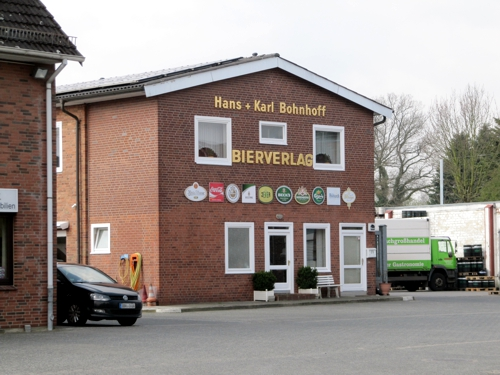
Gebäude eines Bierverlags in Hamburg-Duvenstedt

Bierverlag ist ein historischer Begriff für Getränkegroßhandelsunternehmen, der noch von etlichen Gesellschaften im Namen geführt wird. Das Verb „verlegen“ bedeutet im Mittelhochdeutschen „Geld ausgeben“ oder „etwas auf seine Rechnung nehmen“; in diesem Sinne ist ein Bierverlag für den Brauer, was ein Verlag für den Autor ist.
Da früher das Bier meist in Holzfässern zum Verleger transportiert wurde, hatte der Verleger auch eine eigene Flaschenabfüllanlage. Hier sprach man von der Verlegerabfüllung oder Verlagsabfüllung – im Gegensatz zu der heute noch auf manchen Etiketten zu findenden Bezeichnung Brauerei(ab)füllung.

## Aufgaben
Als Partner der Gastronomie vertreiben Bierverleger neben Bier oft auch andere Getränke, die in der Gastronomie benötigt werden, außerdem stellen sie zum Teil Schankanlagen, Mobiliar, Gläser usw. zur Verfügung. Einige Bierverlage verfügen auch über Bierzelte und Schankwagen, die bei Veranstaltungen eingesetzt werden können. Ähnlich wie Brauereien schließen auch einige Bierverlage Lieferverträge mit Gastwirten (Kommissionsware); Vorfinanzierungen und das Bereitstellen von Teilen der Geschäftsausstattung können Existenzgründungen erleichtern.